# Borilica (2006.)
Tečaj borilačkih vještina koje prezentira Bore Lee, snimljen krajem 2006. U trajanju od 37 minuta Bore predstavlja svoju filozofiju te kako on promišlja borilačke vještine. Film je snimljen na hrvatskom jeziku.
Video je podijeljen na nekoliko segmenata: zagrijavanje, meditacija, disanje, trčanje, udarci, blokade, simulacija borbi. Borini sparing partneri u ovom djelu su Bruno Tomašić - Orfej (znan i kao Anđa iz Nightmare Stagea) i Janko Mesić, a režiju potpisuje Mario Kovač.